# Vlag van Pichincha

Vlag van Pichincha

De vlag van Pichincha bestaat uit twee kleuren: de linker helft is geel en de rechterhelft rood. In het midden van de vlag staat het wapen met een zon omringd door negen sterren die de eenheid en de macht van de negen kantons symboliseren waaruit de provincie oorspronkelijk bestond. De vlag is in gebruik sinds 8 mei 1979.

Vlag van Pichincha volgens Smith

Het is een gele en rode verticale tweekleurige vlag en, zoals bij veel van dit soort vlaggen, lijkt het erop dat de officiële versie het wapen bevat, terwijl dit effen ontwerp een onofficiële versie is die wordt getolereerd om goedkope vlaggenproductie mogelijk te maken.
Volgens Spectrum Vlaggenboek meldt dat de vlag bestaat uit twee horizontale banden in de kleurencombinatie geel-rood.